# زلزال ألاباما 2003
زلزال ألاباما 2003 هو زلزالٌ وقعَ في ألاباما في الولايات المتحدة بتاريخ 29 أبريل 2003.